# لارس غوستافسون
لارس غوستافسون (بالسويدية: Lars Gustafsson)‏ (و. 1936 – 2016 م) هو كاتب، ومترجم، وبروفيسور (أستاذ جامعي)، وشاعر من السويد . ولد في فيستيروس .
توفي في ستوكهولم .

## التعليم
تعلم في جامعة أوبسالا

## مناصب وهيئات
أدار جامعة تكساس، أوستن.

## جوائز
حصل على جوائز منها:
- Thomas-Mann-Preis (2015)
- Swedish Academy Nordic Prize (2014)
- Selma Lagerlöf Prize (2009)
- Bellman Prize (1990)
- Prix Européen de l'Essai Charles Veillon (1983)
- زمالة غوغنهايم
- Litteris et Artibus.

## روابط خارجية
- لارس غوستافسون على موقع IMDb (الإنجليزية)
- لارس غوستافسون على موقع الموسوعة البريطانية (الإنجليزية)
- لارس غوستافسون على موقع مونزينجر (الألمانية)